# ELBO
гръцката автомобилна индустрия (ELBO) е гръцки производител на превозни средства със седалище в Солун. Компанията е основана през 1972 г. като Steyr Hellas и приема настоящото си име през 1987 г.. Произвежда основно автобуси, камиони, военни автомобили.
Компанията е придобита от израелския консорциум на 14 февруари 2021 г.